# 舌叶瓦韦
舌叶瓦韦（学名：Lepisorus ligulatus）为水龙骨科瓦韦属下的一个种。

## 扩展阅读
維基物種上的相關：舌叶瓦韦